# Lasioglossum arctifrons
Lasioglossum arctifrons är en biart som först beskrevs av Saunders 1903.  Lasioglossum arctifrons ingår i släktet smalbin, och familjen vägbin.

## Underarter
Arten delas in i följande underarter:
- L. a. glandarium
- L. a. optatum
- L. a. arctifrons